# Cividade federada
Cividade, comunidade ou Estado federado (em latim: civitas foederata) era o tipo mais elevado de cidades e comunidades locais autônomas sob o controle romano.

## História
Cada província romana compreendia algumas comunidades de estatuto diferente. Ao lado das colônias romanas ou municípios, cujos residentes detinham a cidadania romana ou latina, uma província foi amplamente formada por comunidades alto-geridas de nativos (peregrinos), que distinguiam-se segundo o nível de autonomia que detinham: as cividades estipendiárias (civitates stipendariae) foram as mais inferiores, seguidos pelos cividades livres (Civitates liberae) às quais garantia-se privilégios específicos.
Diferente do último, as cividades federadas eram individualmente ligadas a Roma por um tratado formal (fedo). Embora permanecessem formalmente independentes, em efeito rendiam suas relações internacionais a Roma, a quem ligavam-se em aliança perpétua. No entanto, os cidadãos dessas cividades gozavam de certos direitos sob o direito romano, como o comércio e o conúbio.
No Oriente grego, muitas cidades gregas (poléis) eram formalmente liberadas e receberam alguma forma de garantia formal de sua autonomia. Como tiveram uma longa história e tradição própria, muitas dessas comunidades estavam contentes com seu estatuto, diferente do Ocidente latino, onde, como sua progressiva romanização, muitas comunidades buscaram avançar gradualmente para o estatuto de município ou mesmo colônia.